# Hebia cinerea
Hebia cinerea är en tvåvingeart som beskrevs av Robineau-desvoidy 1863. Hebia cinerea ingår i släktet Hebia och familjen parasitflugor.
Artens utbredningsområde är Frankrike. Inga underarter finns listade i Catalogue of Life.